# Paul Durieu
Pour l’article ayant un titre homophone, voir Paul Durrieu.
Paul Durieu, né le 8 juillet 1947 à Camaret-sur-Aigues, est un homme politique français.

## Biographie
Viticulteur de profession, il est suppléant de Thierry Mariani aux élections législatives de 2007. Il fait son entrée à l'Assemblée nationale, le 15 décembre 2010, à la suite de la nomination de Thierry Mariani au gouvernement. Comme son prédécesseur, il siège au sein de l'UMP et au sein des commissions du développement durable et de l'aménagement du territoire et de la commission d'enquête sur la situation de l'industrie ferroviaire française: production de matériels roulants "voyageurs" et frets.
Le député sortant n'obtient pas l'investiture de l'UMP et se présente en tant que dissident. Il est battu dès le premier tour des élections législatives françaises de 2012. Sa candidature contribue à l'élimination de la candidate investie par l'UMP au profit de Jacques Bompard qui remporte finalement l'élection.

## Synthèse des mandats
- Conseiller général de Vaucluse (élu dans le canton d'Orange-Ouest) de 1994 à 2002
- Maire de Camaret-sur-Aygues (Vaucluse) de 1983 à 2008
- Président de l'Association des maires de Vaucluse